# Jifei Ruyi
Jifei Ruji (chiń. 即非如一, pinyin Jífēi Rúyī, jap. Sokuhi Nyoitsu; ur. 27 czerwca 1616, zm. 26 czerwca 1671) – chiński mistrz chan szkoły linji oraz zen szkoły ōbaku, współzałożyciel tej tradycji.

## Życiorys

### Chiny
Jifei urodził się w Fuqing w prowincji Fujian, w rodzinie miejscowych intelektualistów. Chłopiec kształcił się klasycznie, jednak gdy miał 13 lat zmarł ojciec i życie rodziny zmieniło się diametralnie. Nie mógł się już kształcić, przebywał więc w domu z oddaniem pomagając matce. Wkrótce rodzina Chen wyraziła swoje zainteresowanie chłopcem, którego chcieli jako zięcia. Zaaranżowano zaręczyny chłopca z córką Chena. Jednak gdy chłopiec osiągnął 14 rok życia zerwał zaręczyny, po oglądnięciu ulicznego przedstawienia Mulian chuanqi (Legenda o Mulian). Pod wpływem tej sztuki postanowił zostać mnichem buddyjskim i żyć w ascezie, aby odpłacić się za to, że został wychowany. Matka jednak nie chciała się na to zgodzić, więc chłopiec zaczął spożywać wyłącznie wegetariańskie posiłki.
W wieku 15 lat udało mu się odwiedzić mistrza chan Miyuna Yuanwu. Gdy miał lat 17 matka ostatecznie wyraziła zgodę na odejście syna z domu i Jifei wstąpił do klasztoru Longshan (龍山寺) w dystrykcie Anping w Fuqing. Rozpoczął studiowanie buddyjskich doktryn pod kierunkiem Xilaia Hao. W następnym roku odbył ceremonię tonsury (postrzyżyn) i przyjął imię Ruyi.
W 1633 roku udał się do klasztoru Wanfu z okazji przyjęcia funkcji opata tego klasztoru przez mistrza chan Feiyina Tongronga. W 1635 roku przyjął od tego mistrza wskazania mnisie. W dwa lata później przyjął wskazania bodhisattwy od mistrza chan Yinyuana Longqi. Był więc mnichem słynnego klasztoru Wanfu. Wkrótce opuścił klasztor, aby zgodnie ze zwyczajem odbyć pielgrzymkę po innych klasztorach i poznać różnych mistrzów chan. Przez pierwsze dwa lata kontynuował studia doktrynalne z Xilaiem, jednak nie był zadowolony z intelektualnego podejścia do sprawy pochodzenia umysłu. Wyruszył więc na pielgrzymkę, aby przejść bardziej praktyczny trening na drodze do osiągnięcia oświecenia.
Ówczesna, bardzo dynamiczna społeczność buddyjska, oferowała szerokie spektrum praktyk dla takiego nowicjusza. Jifei odwiedził Shiyu Mingfanga (石雨明方, 1593–1648) na górze Changqing, u którego po raz pierwszy zaczął medytację gong’anową. Shiyu łączył w praktyce siedzącą medytację, medytację gong’anową, praktykę nianfo oraz studia doktrynalne. U tego mistrza Jifei po raz spotkał się z gong’anem wu mistrza chan Zhaozhou Congshena (778–897). Jifei medytował nad wu przez 21 dni, ale bez żadnego sukcesu. Dzięki pomocy mnicha Bushana zrozumiał, że kurczowo trzymał się lingwistycznego podejścia do logiki gong’anu i jego nastawiony dualistycznie umysł zmierzał do pojęciowego i logicznego rozważania na temat wu. Jednak tego gong’anu nie rozwiązał, więc udał się w dalszą pielgrzymkę. Odwiedził Chaozonga Tongrena (朝宗通忍, 1604–1648) w klasztorze Lingshi, następnie Wanru Tongweia (万如通微, 1594–1657) z góry Caoshan, potem Yongjue Yuanxiana (永覺元賢, 1578–1657) na górze Gu i wreszcie Genxina Xingmi (亙信行彌, 1603–1659) na górze Luo, który specjalizował się w medytacji chan i studiach doktrynalnych. Łatwość z jaką Jifei wchodził w relacje z różnymi mistrzami chan, różnych denominacji, wskazywała na to, że klasztor Wanfu dzielił z innymi klasztorami podobny styl praktyki chan, która zasadniczo wszędzie zawierała praktyki gong’anowe, siedzącą medytację i studia doktrynalne. Takie uniwersalne praktyki przeważały w końcowym okresie panowania Mingów, co znacznie ułatwiało praktykę pielgrzymującym mnichom. Równocześnie chęć pomocy mnichowi odmiennej denominacji świadczyła o otwartości, szczerości i wzajemnym szacunku.
Po ponaddwuletniej pielgrzymce zrozumienie Jifeia zdecydowanie się zwiększyło, chociaż nie osiągnął jeszcze oświecenia. Przed powrotem do Wanfu si odbył jeszcze krótkie odosobnienie medytacyjne w chatce na górze. W 1939 roku znowu stawił się w klasztorze Wanfu. Miał wtedy 24 lata.
W 1639 roku po wielu już latach monastycznego treningu i religijnych podróży po Chinach, Jifei odwiedził swoją chorą wówczas matkę. Ucieszona matka powiedziała: „Mam nadzieje, że będziesz jak Mulian i wybawisz mnie od cierpienia (gdy umrę)”. Jifei odpowiedział jej: „Chociaż twój syn nie dorównuje Czcigodnej Luo (Mulian), moja matka z pewnością przekroczy [los] pani Liu (matki Mulian)”. Ta rozmowa ujawnia ważny rys chińskiego społeczeństwa XVII wieku: jest nim harmonia pomiędzy dwoma biegunami – świeckim społeczeństwem promującym wartości konfucjańskie i duchowym poziomem buddyjskiej sanghi. W ten sposób buddyzm dopasował się do warunków XVII-wiecznych Chin, dlatego mógł być popierany przez intelektualistów i nastąpiło ożywienie buddyjskie w całym kraju.
Wiosną 1648 roku matka znów poważnie zachorowała. W tym czasie wojska lojalne Mingom obległy Fuqing. Jifei wędrował do matki przez pola bitewne. Gdy pewien członek lokalnej szlachty wyraził swój szacunek dla jego miłości synowskiej, Jifei odpowiedział cytatem z Da fangbian fo bao’en jing (大方便佛報恩經) (Sutra Wspaniałych Zręcznych Środków dzięki którym Budda spłaca dług swoim rodzicom): „'Nawet jeśli ktoś odetnie swoje ciało aby nakarmić rodziców trzy razy dziennie, to wciąż nie zwróci troski otrzymanej od rodziców.’ Jako mnich z gór zostałem urodzony i wychowany przez moich rodziców. Więc jest moim obowiązkiem służyć im nawet za cenę utraty mojego życia setki razy”.
Po dziesięcioletnich wysiłkach w Wanfu si, w roku 1650, w wieku 34 lat, Jifei w końcu osiągnął oświecenie po bliskim śmierci doświadczeniu w czasie pożaru na górze za klasztorem. Gasząc pożar stanął w płomieniach i stracił przytomność po ciężkim poparzeniu i stoczył się do jakiegoś dołu. Dwóch mnichów znalazło go i wyciągnęło z ognia. W tym momencie Jifei osiągnął całkowite oświecenie. Odwiedził mistrza Yinyuana, który przywitał go z uśmiechem: „Szczęśliwe w samej rzeczy jest to, że miałeś wielką śmierć i wielki powrót do życia. Z tego powodu twoje codzienne życie będzie pełne radości. Nie tylko to, ale tak jak pojawia się czysty księżyc po deszczu, tak twój umysł będzie szczególnie jasny i świeży”.
Wkrótce także otrzymał potwierdzenie oświecenia (chiń. yinke), jednak musiał zademonstrować swoje zrozumienie gong’anu mistrza Linji Yixuana „Trzy ciemności i trzy istotności”. Yinyuan zażądał napisania o tym wiersza i pozytywnie go ocenił. Następnie sprawdził jego zrozumienie gong’anu „wu”, także z pozytywnym rezultatem. Wtedy mistrz Yinyuan przekazał Jifeiowi swoją miotełkę, potwierdzając jego oświecenie. Wkrótce potem został spadkobiercą mistrza Yinyuana.
Po jakimś czasie Jifei jako certyfikowany mistrz chan opuścił górę Huangbo i przeniósł się do klasztoru na górze Xuefeng w Fuzhou, którego został opatem. Klasztor był w stanie upadku i wymagał dużo pracy. Jifei zasadniczo przebywał tam przez cały pozostały czas pobytu w Chinach. Gdy usłyszał o chorobie swojego nauczyciela Yinyuana udał się do Wanfu si.

### Japonia
W 1657 roku Jifei przybył do Nagasaki, miał wtedy 42 lata. Chińska społeczność entuzjastycznie go powitała. Został wybrany opatem Sōfuku-ji i służył na tym stanowisku przez sześć lat. Yinyuan, który przebywał w Japonii od 1654 roku, był już wtedy w Fumon-ji w Settsu. Z trójki współzałożycieli szkoły ōbaku, Jifei, chociaż nigdy nie grał formalnej roli przywódczej w szkole ōbaku, przyczynił się do jej rozwoju poprzez wpływ jaki wywierał jako mistrz zen i nauczyciel.
W 1663 roku Jifei wreszcie otrzymał upragnioną zgodę władz na podróże po Japonii. Udał się drogą morską do Uji, gdzie zobaczył się z Yinyuanem w świeżo poświęconym klasztorze Manpuku. Spotkanie to także rozwiało jego przypuszczenia, iż Yinyuan był trzymany w Japonii siłą i nie pozwalano mu powrócić do Chin. Uspokojony, postanowił sam powrócić do Chin. Zwiedził Kioto i Narę, następnie odbył letnie odosobnienie w Manpuku-ji i jesienią pożeglował do Nagasaki, skąd planował popłynąć do Chin. Ostatecznie nigdy do ojczyzny nie powrócił. Poznał lokalnego daimyō Ogasawarę, którego zgoda była konieczna do opuszczenia Japonii, który został jego patronem i świeckim uczniem. Pan Ogasawara wydał zgodę Jifeiowi na opuszczenie Japonii jednak zaproponował mu zostanie opatem założycielem nowego klasztoru Fukuju. Jifei przyjął tę propozycję i piastował to stanowisko przez trzy lata. W 1668 roku przybył do Nagasaki.
Choć w ciągu swoich 15 lat, które spędził w Japonii, miał tylko pięciu spadkobierców, to pod jego kierunkiem praktykowało wielu Japończyków, nawet takich, którzy potem stali się spadkobiercami np. Mu’ana Xingtao. Jifei i Mu’an różnili się osobowościami. Mu’an był opatem klasztorów i prezentował się zawsze poważnie, zwłaszcza w sytuacjach formalnych. Natomiast Jifei reprezentował wolność i spontaniczność kojarzoną z mistrzami chan klasycznego okresu rozwoju chanu. Potrafił zniszczyć swoją bardzo cenioną kaligrafię, aby w ten sposób zademonstrować, iż słowa nie mogą przekazywać Dharmy.
Pomimo synkretycznego charakteru XVII-wiecznego chanu, który włączył elementy konfucjanizmu (np. miłość synowska) i innych tradycji buddyjskich (nianfo) Szkoły Czystej Krainy, Jifei szczególnie podkreślał rolę praktyki medytacyjnej. Jak sam powiedział: „Buddyjska praktyka skupia się na postrzeganiu czyjegoś umysłu i zasianiu nasion błogości z czyjegoś prowadzenia się. Medytacja jest fundamentalnym sposobem zobaczenia czyjegoś umysłu (...)”. Nianfo (jap. nembutsu) traktował jako zręczne środki pomocne w osiągnięciu duchowego celu. Jako członek linii przekazu mistrza Linji Yixuana Jifei stosował całą gamę środków używanych w tym stylu nauczania: okrzyki, klapsy, uderzenia itd., chociaż może nie stosował ich tak często jak jemu współcześni mistrzowie.
Mistrz wykorzystywał także swoją poezję jako środek do komunikacji z ludźmi, zwłaszcza patronami. Większość z jego literackiej twórczości należy do prac związanych z kaligrafią, poezją i prozą wyrażanych w literackiej chińszczyźnie. Końcowy okres jego życia w Japonii cechuje to, że działał jako koneser chińskiego malarstwa tworzonego przez intelektualistów. Wiele z tego rodzaju obrazów było przez niego ozdabianych inskrypcjami, co było dość częstą praktyką wśród mistrzów szkoły ōbaku.
Podczas gdy Yinyuan i Mu’an byli aktywni w politycznych i kulturalnych centrach Edo i Kioto, Jifei spędził większość swojego japońskiego okresu życia na wyspie Kiusiu – rejonie peryferyjnym w organizacji tej szkoły. Jego wkład w fizyczny rozwój szkoły, to dziewięć filialnych świątyń i klasztorów, których był założycielem. Swoich wyznawców traktował z cierpliwością i szczerością niezależnie od ich statusu socjalnego, wieku czy płci.
W roku 1668 przeniósł się do Sōfuku-ji, jak przepuszczał, na krótko, gdyż chciał powrócić do Chin. Tymczasem uczniowie i lokalna społeczność buddyjska pragnęli, aby poprowadził klasztor. Jifei zgodził się, gdyż słabe zdrowie nie pozwalało na podróż morską. Odłożył więc plany powrotu na dwa lata. Jednak jesienią 1670 roku zachorował i już nigdy nie powrócił do zdrowia. W swoim testamencie życzył sobie kremacji bez ceremonii pogrzebowych i oddania jego rzeczy na cele dobroczynne.
Mistrz chan i mistrz zen Jifei Ruyi zmarł 26 czerwca 1671 roku.

## Linia przekazu Dharmy zen
Pierwsza liczba oznacza liczbę pokoleń mistrzów od 1 Patriarchy indyjskiego Mahakaśjapy.
Druga liczba oznacza liczbę pokoleń od 28/1 Bodhidharmy, 28 Patriarchy Indii i 1 Patriarchy Chin.
Trzecia liczba oznacza początek nowej linii przekazu w danym kraju.
- 68/41 Miyun Yuanwu (1566–1642)
  - 69/42 Feiyin Tongrong (1593–1661)
    - 70/43/1 Yinyuan Longqi (jap. Ingen Ryuki) (1592–1673) 23 spadkobierców Dharmy w tym 3 Japończyków. 1 opat Mampuku-ji
      - 71/44/2 Duzhan Xingrong (1628-1706)
        - 72/45/3 Tengan (bd)

      - 71/44/2 Yiran Xingrong (1601–1668) opat Kōfuku-ji
      - 71/44/2. Dokuhon Shōgen (1618–1689)
      - 71/44/2. Dokuryu Shoeki
      - 71/44/2. Ryōkei Shōsen (1602–1670) 1 spadkobierca Dharmy, opat Shōmyō-ji
        - 72/45/3. Go-Mizunoo (1612–1629) cesarz Japonii
          - 73/46/4. Kaiō Hōkō (1635–1712) opat Shōmyō-ji, linia ta dała później dwóch opatów Mampuku-ji.

      - 71/44/2. Dokushō Shōen (1617–1694)
      - 71/44/2. Jifei Ruyi (jap. Sokuhi Nyoitsu) (1616–1671) opat Fukuku-ji, 5 spadkobierców Dharmy
        - 72/45/3. Hōun Myōdo (bd) 2 opat Fukuku-ji
        - 72/45/3. Qiandai Xing’an (1636-1705) 6 opat Mampuku-ji

      - 71/44/2. Mu’an Xingtao (jap. Mokuan Shōtō) (1611–1684) 46 spadkobierców Dharmy, w tym 43 Japończyków. 2 opat Mampuku-ji
        - 72/45/2. Hakuo Dotai (zm. 1682) opat Daikyu-an
          - 73/46/3. Ryōnen Gensō (1646-1711) mistrzyni zen

        - 72/45/3. Tannen Dōjaku (1629–1679) były mnich szkoły sōtō
        - 72/45/3. Tetsugen Dōkō (1630–1682) nie zostawił spadkobierców
        - 72/45/3. Ichimyō Dōgen (1635–1685)
        - 72/45/3. Tesshin Dōhan (1641–1710) dwukrotny opat Zuishō-ji
        - 72/45/3. Jitsuden Dōkin (1627–1704) 4 opat Zuishō-ji
        - 72/45/3. Tanzan Dōshō (1606–1682)
        - 72/45/3. Tetsugyū Dōki (1628–1700) 34 spadkobierców Dharmy. 2 opat Zuishō-ji[d]
          - 73/46/4. Linia przekazu chōshō

        - 72/45/3. Egoku Dōmyō (1632–1721) 42 spadkobierców Dharmy, 3 opat Zuishō-ji i swojego klasztoru Hōun-ji
          - 73/46/4. Linia przekazu shōringe

        - 72/45/3. Chōon Dōkai (1628–1695)

      - 71/44/2. Huilin Xingji (1609–1681) 6 japońskich spadkobierców Dharmy. 3 opat Mampuku-ji
        - 72/45/3. Linia przekazu ryūko
        - 72/45/3. Duzhan Xingying (Xingrong) (1628–1726) 39 spadkobierców Dharmy (38 Japończyków). 4 opat Mampuku-ji
          - 73/46/4. Linia przekazu shishirin oraz 3 mniejsze linie
          - 73/46/4. Enzū Dōjō (1643–1704) 17 spadkobierców Dharmy
          - 73/46/4. Sekisō Dōkō (1638–1704)
          - 73/46/4. Yuefeng Daozhuang (1655–1734) 8 opat Mampuku-ji
          - 73/46/4. Yuefeng Daozhang (1655–1734) Chociaż sam nie był opatem, jego linia przekazu dała następnych.

      - 71/44/2. Huimen Rupei (1615–1664) początkowo następca Yinyuana w Chinach; przybył do Nagasaki. 11 spadkobierców Dharmy.
        - 72/45/3. Gaoquan Xingdong[e] (1633–1695) 16 spadkobierców Dharmy. 5 opat Mampuku-ji
          - 73/46/4. Linia przekazu bukkoku-ha